# Барро, Мари-Кристин
Мари́-Кристи́н Барро́ (англ. Marie-Christine Barrault, род. 21 марта 1944) — французская актриса.

## Биография
Мари-Кристин Барро является племянницей знаменитого французского актёра и режиссёра Жана-Луи Барро. Её актёрская карьера началась на телевидении в 1967 году, а спустя два года она дебютировала на большом экране в фильме Эрика Ромера «Ночь у Мод». В 1970-м у неё была приметная роль в фильме «Рассеянный» с Пьером Ришаром в главной роли. За роль в фильме «Кузен, кузина» в 1975 году Барро была номинирована на «Оскар» за лучшую женскую роль. В дальнейшем актриса появилась в паре десятков фильмов в кино и на телевидении, среди которых — «Лето тридцать шестого» (1986), «Прикосновение медузы» (1978), «Любовь Свана» (1983), «Любовь в Германии» (1983), «Бонсуар» (1994) и «Одержимость» (1997).
Первым мужем Барро был актёр и режиссёр Даниель Тоскан дю Плантье, от которого она родила двоих детей. В 1990 году она вышла замуж за режиссёра Роже Вадима, с которым была вместе до его смерти в 2000 году.